# Vuelta a Portugal 2010
La 72º edición de la Vuelta a Portugal tuvo lugar del 4 al 15 de agosto de 2010 con un recorrido de 1.573,6 km km dividido en 10 etapas y un prólogo.
La carrera perteneció al UCI Europe Tour 2009-2010, dentro de la categoría 2.1.
El ganador final fue David Blanco (quien además se hizo con dos etapas y la clasificación de la montaña) por cuarta vez. Le acompañaron en el podio David Bernabéu (vencedor de una etapa) y Sergio Pardilla, respectivamente.
El las otras clasificaciones secundarias se impusieron Sergio Ribeiro (puntos), Alfredo Balloni (jóvenes) y Barbot-Siper (equipos).

## Equipos participantes

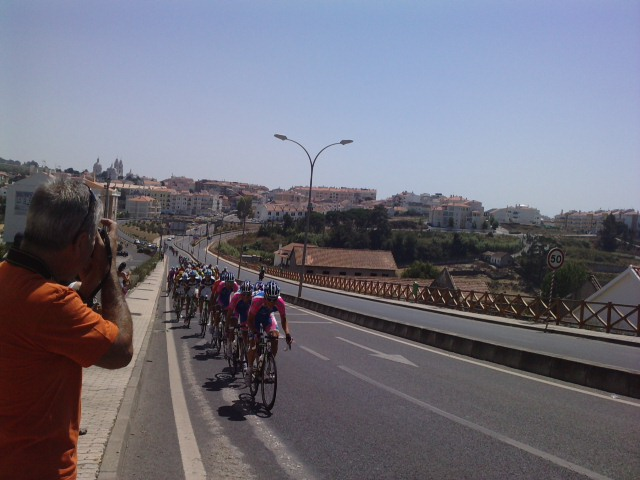
Pelotón de la Vuelta a Portugal 2010, a su paso por Mafra en la última etapa.

Tomaron parte en la carrera 16 equipos: 1 italiano de categoría UCI ProTour; 7 de categoría Profesional Continental; 8 de categoría Continental; y la Selección de Portugal. Formando así un pelotón de 123 ciclistas, con 8 corredores cada equipo (excepto el Andalucía-Cajasur que salió con 7), de los que acabaron 122; con 121 clasificados tras la desclasificación de Joao Benta por dopaje. Los equipos participantes fueron:
| Equipo                             | Cód. UCI | Categoría               |
| ---------------------------------- | -------- | ----------------------- |
| Palmeiras Resort-Tavira            | PAL      | Continental             |
| Barbot-Siper                       | BSP      | Continental             |
| Centro Ciclismo de Loule-Louletano | LLA      | Continental             |
| LA-Rota dos Móveis                 | ALU      | Continental             |
| Madeinox-Boavista                  | MAD      | Continental             |
| Selección de Portugal              |          | Selección nacional      |
| Lampre-Farnese Vini                | LAM      | UCI ProTeam             |
| ISD-Neri                           | ISD      | Profesional Continental |
| Carmiooro-NGC                      | CMO      | Profesional Continental |
| Caja Rural                         | CJR      | Continental             |
| Xacobeo Galicia                    | XAC      | Profesional Continental |
| Andalucía-CajaSur                  | ACA      | Profesional Continental |
| Bbox Bouygues Telecom              | BTL      | Profesional Continental |
| Saur-Sojasun                       | SAU      | Profesional Continental |
| Amore & Vita-Conad                 | AMO      | Continental             |
| Rabobank Continental               | RB3      | Continental             |

## Etapas
| Etapa   | Fecha        | Recorrido                                | km         | Ganador          | Líder            |
| Prólogo | 4 de agosto  | Viseu-Viseu                              | 5,5 (CRI)  | Jimmy Engoulvent | Jimmy Engoulvent |
| 1ª      | 5 de agosto  | Gouveia-Oliveira de Azeméis              | 188        | Oleg Chuzhda     | Oleg Chuzhda     |
| 2ª      | 6 de agosto  | Aveiro-Santo Tirso                       | 152,4      | Sérgio Ribeiro   | Oleg Chuzhda     |
| 3ª      | 7 de agosto  | Santo Tirso-Viana do Castelo             | 173,7      | Jimmy Casper     | Candido Barbosa  |
| 4ª      | 8 de agosto  | Barcelos-Mondim de Basto (Sra. de Graça) | 175,8      | David Blanco     | David Blanco     |
| 5ª      | 10 de agosto | Fafe-Lamego                              | 172,4      | José Herrada     | David Blanco     |
| 6ª      | 11 de agosto | Moimenta da Beira-Castelo Branco         | 221,1      | Joaquín Ortega   | David Blanco     |
| 7ª      | 12 de agosto | Idanha-a-Nova-Seia (Torre)               | 128        | David Blanco     | David Blanco     |
| 8ª      | 13 de agosto | Oliveira do Hospital-Oliveira do Bairro  | 169,9      | Sergio Ribeiro   | David Blanco     |
| 9ª      | 14 de agosto | Pedrógão-Leiría                          | 32,6 (CRI) | David Bernabéu   | David Blanco     |
| 10ª     | 15 de agosto | Sintra-Lisboa                            | 154,2      | Candido Barbosa  | David Blanco     |

## Clasificaciones finales

### Clasificación general
| Posición | Ciclista         | Equipo                  | Tiempo           |
| -------- | ---------------- | ----------------------- | ---------------- |
|          | David Blanco     | Palmeiras Resort-Tavira | 40 h 23 min 01 s |
| 2        | David Bernabéu   | Barbot-Siper            | 37 s             |
| 3        | Sergio Pardilla  | Carmiooro-NGC           | 1 min 49 s       |
| 4.       | Patrik Sinkewitz | ISD-Neri                | 1 min 56 s       |
| 5        | Hernâni Broco    | LA-Rota dos Móveis      | 2 min 06 s       |
| 6        | Rui Sousa        | Barbot-Siper            | 2 min 29 s       |
| 7        | Hugo Sabido      | Barbot-Siper            | 3 min 54 s       |
| 8        | Ricardo Mestre   | Palmeiras Resort-Tavira | 4 min 41 s       |
| 9        | Andre Cardoso    | Palmeiras Resort-Tavira | 4 min 44 s       |
| 10       | Vitor Rodrigues  | Caja Rural              | 4 min 52 s       |

### Clasificación por puntos
| Posición | Ciclista        | Equipo                  | Puntos |
| -------- | --------------- | ----------------------- | ------ |
|          | Sergio Ribeiro  | Barbot-Siper            | 115    |
| 2        | Candido Barbosa | Palmeiras Resort-Tavira | 101    |
| 3        | David Blanco    | Palmeiras Resort-Tavira | 96     |
| 4        | David Bernabéu  | Barbot-Siper            | 60     |
| 5        | Oleg Chuzhda    | Caja Rural              | 50     |

### Clasificación de la montaña
| Posición | Ciclista       | Equipo                  | Puntos |
| -------- | -------------- | ----------------------- | ------ |
|          | David Blanco   | Palmeiras Resort-Tavira | 48     |
| 2        | Oleg Chuzhda   | Caja Rural              | 45     |
| 3        | Hernâni Broco  | LA-Rota dos Móveis      | 40     |
| 4        | Sérgio Sousa   | Madeinox-Boavista       | 30     |
| 5        | David Bernabéu | Barbot-Siper            | 23     |

### Clasificación de los jóvenes
| Posición | Ciclista        | Equipo                |
| -------- | --------------- | --------------------- |
|          | Alfredo Balloni | Lampre-Farnese Vini   |
| 2        | Ricardo Vilela  | Madeinox-Boavista     |
| 3        | Tom Slagter     | Rabobank Continental  |
| 4        | Joni Brandao    | Selección de Portugal |
| 5        | Nélson Oliveira | Xacobeo Galicia       |

### Clasificación por equipos
| Posición | Equipo                  | Tiempo            |
| -------- | ----------------------- | ----------------- |
|          | Barbot-Siper            | 121 h 10 min 48 s |
| 2        | LA-Rota dos Móveis      | a 1 min 37 s      |
| 3        | Palmeiras Resort-Tavira | a 3 min 23 s      |
| 4        | Madeinox-Boavista       | a 11 min 52 s     |
| 5        | Caja Rural              | a 12 min 33 s     |